# 尼泊尔酸模
尼泊尔酸模（学名：Rumex nepalensis）为蓼科酸模属下的一个变种。其种加词“nepalensis”意为“尼泊尔的”。